# Troiițke, Bârzula
Troiițke (în ucraineană Троїцьке) este un sat în comuna Liubașivka din raionul Bârzula, regiunea Odesa, Ucraina.

## Demografie
Componența lingvistică a localității Troiițke
     Ucraineană (94,6%)
     Rusă (2,77%)
     Română (2,29%)
     Alte limbi (0,13%)
Conform recensământului din 2001, majoritatea populației localității Troiițke era vorbitoare de ucraineană (94,6%), existând în minoritate și vorbitori de rusă (2,77%) și română (2,29%).